# قرار مجلس الأمن التابع للأمم المتحدة رقم 2100
قرار مجلس الأمن التابع للأمم المتحدة رقم 2100، المتخذ بالإجماع في 25 أبريل2013. أنشأ المجلس قوة حفظ السلام في مالي اعتبارًا من 1 يوليو بهدف دعم عملية الانتقال السياسي والمساعدة في استقرار مالي.

## روابط خارجية
- نص القرار في undocs.org